# Francesc Bennassar
Francesc Bennassar Roselló, né le 8 juillet 2002 à Palma, est un coureur cycliste espagnol.

## Biographie
Francesc Bennassar commence le cyclisme durant son enfance à l'IB Bike Copa, un club de VTT situé sur l'île de Majorque. Il passe toutefois très rapidement aux épreuves sur route et sur piste. Son grand frère Joan Martí pratique lui aussi ce sport en compétition,. 
En 2018, il s'illustre sur piste en devenant triple champion d'Espagne cadets (moins de 17 ans), dans le 500 mètres, le keirin et la poursuite. En 2020, il est quadruple champion national sur piste et vice-champion d'Europe de l'américaine dans la catégorie des juniors (moins de 19 ans). Il se classe également deuxième du championnat d'Espagne sur route juniors, derrière Juan Ayuso. 
En 2021, il intègre la réserve de l'équipe Caja Rural-Seguros RGA. Toujours actif sur piste, il est sacré champion d'Espagne du scratch et de la course à l'élimination chez les espoirs (moins de 23 ans). Il représente aussi l'Espagne aux championnats d'Europe espoirs d'Apeldoorn, où il finit huitième de la course à l'élimination et dix-neuvième de l'omnium. 
Lors de la saison 2022, il devient champion d'Espagne de poursuite par équipes, avec le comité des îles Baléares. Il brille par ailleurs sur route en gagnant une étape du Tour de La Corogne, sous les couleurs de la formation Drone Hopper-Gsport. La même année, il termine dixième du championnat d'Espagne sur route espoirs, ou encore dix-huitième de la course en ligne des Jeux méditerranéens. 
En 2023, il décroche quatre nouveaux titres de champion national, dans la poursuite par équipes, la course à l'élimination (élite et espoir) et la poursuite individuelle (espoir). Sur route, il se distingue au niveau amateur en remportant une étape au Tour du Portugal de l'Avenir et au Tour de Madrid Espoirs, grâce à ses qualités de sprinteur.

## Palmarès sur route
- 2017
  - Champion des Baléares sur route cadets[4]
  - Champion des Baléares du contre-la-montre cadets[4]
- 2020
  - 2e du championnat d'Espagne sur route juniors
- 2021
  - Championnat de Sabadell
- 2022
  - Trofeu Pasqua Ariany
  - 2e étape du Tour de La Corogne
  - 3e du championnat des Baléares du contre-la-montre
  - 3e du championnat des Baléares sur route
  - 3e du Trofeu Fira d'Agost
  - 3e du Díptico de Vigo
- 2023
  - Mémorial Román Sáez
  - 1re étape du Tour du Portugal de l'Avenir
  - 2e étape du Gran Premi Vila-real
  - 4e étape du Tour de Madrid Espoirs
  - Cursa Penya Mallorquinista
  - Trofeu Festes de Sant Salvador
  - Mémorial Francesc Alomar
  - 2e du Trofeo Olías Industrial
  - 2e du Trofeo Santa Quiteria
  - 3e du Mémorial Pascual Momparler
  - 3e du Trofeu Fira d'Agost
- 2024
  - 2e étape du Gran Premi Vila-real
  - Gran Premio Arroyo de la Encomienda
  - Gran Premi Ciutat de Inca
  - Trofeu Festes de Sant Salvador
  - Díptico de Vigo
  - 1re étape du Tour de Galice (contre-la-montre)
  - 2e de la Clásica Valladolid
  - 2e du Gran Premio Villa de Mojados 
  - 3e du Circuito Guadiana
  - 3e du championnat des Baléares du contre-la-montre
- 2025
  - Trofeu Joan Escolà
  - Mémorial Miquel Pol
  - Memorial Vallespir y Zuzama
  - Cursa Penya Mallorquinista
  - 1re étape du Tour de Castille-et-León amateurs
  - Mémorial Francesc Alomar
  - 2e du championnat de Sabadell
  - 2e du championnat des Baléares du contre-la-montre
  - 3e du championnat des Baléares sur route

## Palmarès sur piste

### Championnats du monde
- Glasgow 2023
  - 13e de la poursuite par équipes

### Championnats nationaux
| - 2017 - Champion d'Espagne du 500 mètres cadets - 3e du championnat d'Espagne du keirin cadets - 2018 - Champion d'Espagne du 500 mètres cadets - Champion d'Espagne du keirin cadets - Champion d'Espagne de poursuite cadets - 3e du championnat d'Espagne du scratch cadets - 3e du championnat d'Espagne de vitesse par équipes cadets - 2019 - 3e du championnat d'Espagne de l'américaine juniors - 3e du championnat d'Espagne du scratch juniors - 2020 - Champion d'Espagne du keirin juniors - Champion d'Espagne de l'américaine juniors (avec Marc Terrasa) - Champion d'Espagne de poursuite juniors - Champion d'Espagne de course à l'élimination juniors - 2021 - Champion d'Espagne du scratch espoirs - Champion d'Espagne de course à l'élimination espoirs - 2e du championnat d'Espagne de l'américaine - 2e du championnat d'Espagne du scratch - 3e du championnat d'Espagne de course à l'élimination - 3e du championnat d'Espagne de vitesse par équipes | - 2022 - Champion d'Espagne de poursuite par équipes - 2023 - Champion d'Espagne de poursuite par équipes - Champion d'Espagne de course à l'élimination - Champion d'Espagne de poursuite espoirs - Champion d'Espagne de course à l'élimination espoirs - 2e du championnat d'Espagne de poursuite - 2024 - Champion d'Espagne de poursuite - Champion d'Espagne de poursuite par équipes - Champion d'Espagne de l'américaine - Champion d'Espagne de l'omnium |  |